# Opius extrafactus
Opius extrafactus är en stekelart som beskrevs av Fischer 1972. Opius extrafactus ingår i släktet Opius och familjen bracksteklar. Inga underarter finns listade i Catalogue of Life.